# جينادي كوفاليف
جينادي كوفاليف (بالروسية: Ковалёв, Геннадий Геннадиевич)‏ (مواليد 17 مايو 1983) هو ملاكم روسي، مثّل بلاده في الألعاب الأولمبية الصيفية في دورتي 2004 و2008.

## روابط خارجية
جينادي كوفاليف على موقع أوليمبيديا (الإنجليزية)